# Маоке
Маоке (индон. Maoke — снежные горы) — горы на западе острова Новая Гвинея, в основном расположенные на территории Индонезии. Представляют собой систему горных хребтов (Судирман, Джаявиджая и другие), вытянутых с запада на восток. Длина системы составляет около 700 км, ширина — 150 км. Высота гор достигает 4000—4500 м. Наивысшая точка — гора Пунчак-Джая высотой 4884 м.
Осевые зоны хребтов сложены преимущественно гнейсами и гранитами, периферийные — песчаниками, известняками, сланцами.
Растительность до высоты 700 м представлена экваториальными лесами с большим разнообразием видов. Выше располагаются леса из дуба, каштана, араукарии, эвкалипта, заросли кустарников и луга. Выше 4400 м находится зона острых вершин с участками снегов и ледниками.